# هر طور خدایان بخواهند (فیلم)
هر طور خدایان بخواهند (ژاپنی: (神さまの言うとおり هپبورن: Kami-sama no Iu Tōri) یک فیلم در ژانر ترسناک فراطبیعی به کارگردانی تاکاشی میکه و محصول سال ۲۰۱۴ کشور ژاپن است. این فیلم بر اساس بخش نخست آرک داستانی مجموعه مانگایی به همین نام اثر مونه‌یوکی کانه‌شیرو و آکجی فوجیمورا به رشته تحریر درآمده است. داستان فیلم دربارهٔ گروهی از دانش‌آموزان آموزش متوسطه است که به ناچار مجبور به انجام یک بازی مرگبار می‌شوند بدون آنکه بدانند چرا، چگونه و چه کسی پشت این موضوع است. سوتا فوکوشی، هیرونا یامازاکی، ریونوسوکه کامیکی، شوتا سومتانی و میو یوکی بازیگران فیلم هستند.
هر طور خدایان بخواهند در تاریخ ۱۵ نوامبر ۲۰۱۴ در کشور ژاپن به نمایش درآمد. این فیلم توسط فانیمیشن در ایالات متحده نیز منتشر شد.

## داستان
شون تاکاهاتا، دانش‌آموز آموزش متوسطه، بیشتر وقت خود را صرف بازی‌های ویدئویی خشونت‌آمیز می‌کند. در مدرسه او ناگهان مجبور می‌شود در یک بازی مرگبار به نام داروما سان گا کوروندا شرکت کند. وقتی عروسک داروما به سمت تخته‌سیاه برمی‌گردد، دکمه‌ای در پشتش نمایان می‌شود که دانش‌آموزان می‌توانند با فشردن آن بازی را تمام کنند، اما اگر عروسک به عقب برگردد و کسی را در حال حرکت ببیند، سر آن دانش‌آموزان منفجر می‌شود. تمامی دانش‌آموزان کلاس به‌جز شون در بازی اول جان خود را از دست می‌دهند.
بعد از بازی اول، شون دوست دوران کودکی‌اش ایچیکا آکیموتو را پیدا می‌کند و آن‌ها به سمت سالن ورزشی مدرسه می‌روند. در ورزشگاه آن‌ها یک بازی به نام مانکی نکو انجام می‌دهند، که در آن دانش‌آموزانی که لباس موش پوشیده‌اند، تلاش می‌کنند توپی را به داخل حلقه‌ای بیندازند که به قلاده یک عروسک گربه‌ای غول‌پیکر متصل است. کسانی که به هدف نزنند، کشته می‌شوند. آمایا در این چالش پیروز می‌شود و دانش‌آموزان را قادر می‌سازد تا در یک مکعب غول‌پیکر که در توکیو معلق است، به بازی بعدی بروند، چرا که صدها مدرسه در ژاپن و جاهای دیگر با آزمون‌های مشابهی روبرو هستند.
شون می‌بایست برای محافظت از خود و ایچیکا، در مجموعه‌ای از بازی‌های مرگبار کودکانه برنده شود. او از اینکه چه کسی پشت این بازی‌هاست یا هدف نهایی آن‌ها چیست هیچ اطلاعی ندارد. در این بین، به نظر می‌رسید یک همکلاسی دردسرساز به نام تاکرو از فرصت اینکه می‌تواند سایر دانش‌آموزان را بکشد، لذت می‌برد. تاکرو و شون با هم درگیر می‌شوند، اما گاز خواب‌آوری که عروسک گربه غول‌پیکر آزاد می‌کند، آن‌ها را بی‌هوش می‌کند.
بازی بعدی کاگومه کاگومه است که در آن دانش‌آموزان با چشم بسته باید حدس بزنند کدام یک از چهار عروسک چوبی کوکه‌شی شناور پشت سرشان است. اگر ببازند، با لیزر قرمز و دورجابه‌جایی کشته خواهند شد. اگر کوکه‌شی ببازد، یکی از آن‌ها کلید پاسخ را نشان می‌دهد که درها را باز می‌کند و دانش‌آموزان را به مرحله بعدی هدایت می‌کند. در آنجا، شون با تاکاسه روبرو می‌شود، کسی که او را نجات می‌دهد و به مرحله بعدی وارد می‌شود. بازی بعدی شیروئو کوما است. دانش‌آموزان باید به سوالات خرس سفید مؤدبانه پاسخ دهند، در حالی که تاکاسه و یکی از دوستانش کشته می‌شوند. شون فورا متوجه می‌شود که خرس دروغگو بوده و رنگ واقعی‌اش سیاه است.
بازی نهایی ماتریوشکا بود. پنج دانش‌آموز باقی‌مانده قرعه‌کشی می‌کنند تا ببینند «شیطان» کیست. هر کسی که اجازه دهد شیطان صورتش را ببیند، دستگیر می‌شود.

## بازیگران
- سوتا فوکوشی در نقش شون تاکاهاتا
- هیرونا یامازاکی در نقش ایچیکا آکیموتو
- ریونوسوکه کامیکی در نقش تاکرو آمایا
- میو یوکی در نقش شوکو تاکاسه[۴]
- شوتا سومتانی در نقش ساتاکه[۴]
- جینگی ایریئه در نقش اوکو ایجی
- ریوسکه یاماموتو در نقش میکینوری تایرا
- مینوری هاگیوارا در نقش یومی تائوکا
- ساسوکه اوتسورو در نقش یوکیو سانادا
- نیجیرو موراکامی در نقش هاروهیکو یوشیکاوا
- لیلی فرانکی در نقش مرد بی‌خانمان / خدا
- نائو اوموری در نقش تاکومی
- دوری ساکورادا در نقش نماینده کلاس (حضور تک‌جلوه)
- آتسوکو مائدا صداپیشه مانکی نکو
- تسوتومو کامازاکی صداپیشه خرس قطبی

## جنجال
در سال ۲۰۲۱، مجموعه تلویزیونی کره‌ای بازی مرکب به کپی‌برداری از این فیلم متهم شد. هر دوی این آثار با محوریت بازی‌های کودکانه و با مجازات مرگ شکل گرفته‌اند. هوانگ دونگ هیوک، سازنده و نویسندهٔ بازی مرکب، مدعی شد که داستان این مجموعه را در سال ۲۰۰۹ نوشته است و هر گونه شباهتی کاملاً تصادفی است و هیچ‌یک از طرفین سرقت نکرده است.